# Отто Будновскі
Отто Будновскі (нім. Otto Budnowski; 25 травня 1874, Данциг — 21 вересня 1956, Берлін) — німецький військовий ветеринар, доктор ветеринарії (1908), генерал ветеринарної служби вермахту (23 жовтня 1939).

## Біографія
1 жовтня 1892 року вступив однорічним добровольцем в 1-й лейб-гусарський полк. 19 серпня 1901 року призначений в Бранденбурзький залізничний батальйон №3. Учасник Першої світової війни. Після демобілізації армії залишений в рейхсвері. З 1 травня 1923 року — головний ветеринар 3-ї дивізії, з 1 жовтня 1928 року — 1-го групового командування. З 1 квітня 1929 року — ветеринарний інспектор Імперського військового міністерства. Таким чином, Будновскі очолив всю ветеринарну службу рейхсверу. 31 березня 1934 року звільнений у відставку.
26 серпня 1939 року і призначений головним офіцером ветеринарної служби при головнокомандувачі на Сході. 14 травня 1940 року відправлений в резерв ОКГ. З 1 липня 1941 року — головний офіцер ветеринарної служби при «утилізаційному штабі» в Штеттіні. В 1942 році відправлений знову в резерв ОКГ. В тому ж році призначений головним офіцером ветеринарної служби при головнокомандувачі в Остланді. З 15 квітня по 30 вересня 1942 року знову перебував в резерві ОКГ. 31 серпня 1943 року звільнений у відставку.

## Нагороди
- Столітня медаль (22 березня 1897)
- Залізний хрест 2-го і 1-го класу
- Військовий хрест Фрідріха-Августа (Ольденбург) 2-го (із застібкою «Перед ворогом») і 1-го класу
- Хрест «За вислугу років» (Пруссія)
- Почесний хрест ветерана війни з мечами
- Хрест Воєнних заслуг 2-го і 1-го класу з мечами